# Pseudopolydesmus euthetus
Pseudopolydesmus euthetus är en mångfotingart som först beskrevs av Chamberlin 1942.  Pseudopolydesmus euthetus ingår i släktet Pseudopolydesmus och familjen plattdubbelfotingar. Inga underarter finns listade i Catalogue of Life.